# Djuén
Djuén (en rus: Джуен) és un poble (un possiólok) del krai de Khabàrovsk, a Rússia, que el 2012 tenia 413 habitants.